# Liste der Kulturdenkmale in Nebel (Amrum)
In der Liste der Kulturdenkmale in Nebel sind alle Kulturdenkmale der schleswig-holsteinischen Gemeinde Nebel auf Amrum (Kreis Nordfriesland) und ihrer Ortsteile aufgelistet (Stand: 10. März 2025).

## Legende
In den Spalten befinden sich folgende Informationen:
- Objekt-ID: die Nummer des Kulturdenkmales
- Lage: die Adresse des Kulturdenkmales und die geographischen Koordinaten. Kartenansicht, um Koordinaten zu setzen. In der Kartenansicht sind Kulturdenkmale ohne Koordinaten mit einem roten Marker dargestellt und können in der Karte gesetzt werden. Kulturdenkmale ohne Bild sind mit einem blauen Marker gekennzeichnet, Kulturdenkmale mit Bild mit einem grünen Marker.
- Offizielle Bezeichnung: Bezeichnung des Kulturdenkmales
- Beschreibung: die Beschreibung des Kulturdenkmales
- Bild: ein Bild des Kulturdenkmales

## Sachgesamtheiten
| Objekt-ID      | Lage                                       | Offizielle Bezeichnung | Beschreibung | Bild                             |
| -------------- | ------------------------------------------ | ---------------------- | --- | -------------------------------- |
| 40630 Wikidata | Stoltenberag (54° 39′ 11″ N, 8° 21′ 23″ O) | Kirche St. Clemens     | Aktualisierung vorgesehen - Begründung: geschichtlich, künstlerisch, städtebaulich, Kulturlandschaft prägend - Schutzumfang: Kirche St. Clemens mit Ausstattung, Kirchhof mit Steinwall, Grabmale bis 1870 | weitere Fotos \| Fotos hochladen |

## Bauliche Anlagen
| Objekt-ID     | Lage                                           | Offizielle Bezeichnung             | Beschreibung | Bild                             |
| ------------- | ---------------------------------------------- | ---------------------------------- | --- | -------------------------------- |
| 4201          | Hark-Olufs-Wai 2 (54° 38′ 29″ N, 8° 21′ 29″ O) | Uthländisches Haus                 | Uthländisches Haus; 18-19. Jh.; in-die-Fünf gebauter eingeschossiger Backsteinbau in charakteristischer Ortslage in Süddorf, reetgedecktes Halbwalmdach und Backengiebel; ostseitig Kleinstein-Lesepflasterung - Begründung: geschichtlich, städtebaulich, Kulturlandschaft prägend - Schutzumfang: Uthländisches Haus, Pflasterung - Denkmaltyp: Bauliche Anlage | BW                               |
| 3436 Wikidata | Maalenstegalk (54° 38′ 55″ N, 8° 21′ 16″ O)    | Windmühle                          | Der Erdholländer wurde 1771 erbaut. Er ist noch funktionsfähig und dient als Museum. Alteintragung (Aktualisierung vorgesehen) - Begründung: Alteintragung (Aktualisierung vorgesehen) - Schutzumfang: Alteintragung (Aktualisierung vorgesehen) - Denkmaltyp: Bauliche Anlage | weitere Fotos \| Fotos hochladen |
| 9615          | Stianoodswai 23 (54° 38′ 22″ N, 8° 22′ 43″ O)  | ehem. Zollhaus                     | ehem. Zollhaus; um 1730, erweitert 19. Jh.; eingeschossiger geschlämmter Backsteinbau über sieben Achsen mit reetgedecktem Halbwalmdach und breitem Mittelrisalit, rückwärtig Erweiterungsbauten - Begründung: geschichtlich, städtebaulich, Kulturlandschaft prägend - Schutzumfang: ehem. Zollhaus, - Denkmaltyp: Bauliche Anlage | BW                               |
| 4183          | Stoltenberag 3 (54° 39′ 12″ N, 8° 21′ 24″ O)   |                                    | Uthländisches Haus; auf 17./18. Jh. zurückgehend; eingeschossiger Backsteinbau mit reetgedecktem Halbwalmdach, nordseitig Mitteleingang unter Zwerchhaus mit Backengiebel; Inneres am historischen Bestand orientiert behutsam modernisiert, ehem. Wirtschaftsteil im Westen zur Wohnung ausgebaut - Begründung: geschichtlich, Kulturlandschaft prägend - Schutzumfang: Uthländisches Haus, - Denkmaltyp: Bauliche Anlage                                                | Fotos hochladen                  |
| 4101          | Stoltenberag (54° 39′ 11″ N, 8° 21′ 21″ O)     | Kirche St. Clemens mit Ausstattung | Die Kirche wurde im 13. Jahrhundert erbaut. Der Turm im Westen der Kirche wurde 1908 errichtet. Im Inneren befindet sich zahlreiche wertvolle Ausstattungsgegenstände. Alteintragung (Aktualisierung vorgesehen) - Begründung: geschichtlich, künstlerisch, städtebaulich - Schutzumfang: gesamtes Objekt - Denkmaltyp: Bauliche Anlage, Sachgesamtheit: Kirche St. Clemens                                                                                               | weitere Fotos \| Fotos hochladen |
| 9026 Wikidata | Tanenwai (54° 37′ 53″ N, 8° 21′ 17″ O)         | Leuchtturm „Amrum“ (Seefeuer)      | Das Seefeuer wurde 1875 eingeweiht. Alteintragung (Aktualisierung vorgesehen) - Begründung: Alteintragung (Aktualisierung vorgesehen) - Schutzumfang: Alteintragung (Aktualisierung vorgesehen) - Denkmaltyp: Bauliche Anlage | weitere Fotos \| Fotos hochladen |
| 4206 Wikidata | Uasterstigh 34 (54° 38′ 37″ N, 8° 21′ 29″ O)   | Windmühle                          | Windmühle; 1893; kleiner Kellerholländer Standort auf bronzezeitlichem Hünengrab, polygonaler Putzsockel mit Rundbogenfenstern und Wandvorlagen, 1. Geschoss vertikal verbrettert, Aufsatz mit Bitumenpappe belegt, gusseiserne Flügelwelle und hölzernes Kammrad mit Wellkopf erhalten, übrige Technik ist ausgebaut, begrenzt windgängig - Begründung: geschichtlich, technisch, Kulturlandschaft prägend - Schutzumfang: gesamtes Objekt - Denkmaltyp: Bauliche Anlage | weitere Fotos \| Fotos hochladen |
| 4199 Wikidata | Waaswai 1 (54° 39′ 4″ N, 8° 21′ 24″ O)         | Uthländisches Haus („Öömrang Hüs“) | Das Baujahr ist etwa 1751. Das Haus dient als Museum. Alteintragung (Aktualisierung vorgesehen) - Begründung: künstlerisch, städtebaulich - Schutzumfang: gesamtes Objekt - Denkmaltyp: Bauliche Anlage | weitere Fotos \| Fotos hochladen |
| 4200 Wikidata | Waaswai 3 (54° 39′ 5″ N, 8° 21′ 24″ O)         | Uthländisches Haus                 | Alteintragung (Aktualisierung vorgesehen) - Begründung: künstlerisch, städtebaulich - Schutzumfang: gesamtes Objekt - Denkmaltyp: Bauliche Anlage | Fotos hochladen                  |

## Gründenkmale
| Objekt-ID      | Lage                                       | Offizielle Bezeichnung | Beschreibung | Bild            |
| -------------- | ------------------------------------------ | ---------------------- | --- | --------------- |
| 19361 Wikidata | Stoltenberag (54° 39′ 11″ N, 8° 21′ 20″ O) | Kirchhof mit Steinwall | Grabmale bis 1870: Alteintragung (Aktualisierung vorgesehen) - Begründung: geschichtlich, Kulturlandschaft prägend - Schutzumfang: Kirchhof mit Steinwall, Grabmale bis 1870 - Denkmaltyp: Gründenkmal, Sachgesamtheit: Kirche St. Clemens | Fotos hochladen |

## Quelle
- Liste der Kulturdenkmale in Schleswig-Holstein – Kreis Nordfriesland (PDF)